# Сакаки (посёлок)
Сакаки (яп. 坂城町 Сакаки-мати) — посёлок в Японии, находящийся в уезде Ханисина префектуры Нагано. Площадь посёлка составляет 53,64 км², население — 14 984 человека (1 августа 2014), плотность населения — 279,34 чел./км².

## Географическое положение
Посёлок расположен на острове Хонсю в префектуре Нагано региона Тюбу. С ним граничат города Уэда, Тикума.

## Население
Население посёлка составляет 14 984 человека (1 августа 2014), а плотность — 279,34 чел./км². Изменение численности населения с 1980 по 2005 годы:
| 1980 | 16 685 чел. |  |
| 1985 | 16 918 чел. |  |
| 1990 | 16 632 чел. |  |
| 1995 | 16 776 чел. |  |
| 2000 | 16 830 чел. |  |
| 2005 | 16 463 чел. |  |

## Символика
Деревом посёлка считается Celtis sinensis, цветком — роза.